# 共栄学園短期大学
共栄学園短期大学（きょうえいがくえんたんきだいがく、英語: Kyoei Gakuen Junior College）は、埼玉県春日部市内牧4158に本部を置いていた日本の私立大学である。1984年に設置され、2012年に廃止された。大学の略称は共短。

## 概観

### 大学全体
- 埼玉県春日部市に所在した日本の私立短期大学で、設置主体は学校法人共栄学園[1]。
- 1984年に開学し、当初は2学科5専攻のち3学科体制となったが、2000年代より学生募集の停止による学科の廃止が目立つようになり、最終的には1学科体制となる。
- 2010年度の入学生を最後に[注釈 2]、2012年に短期大学としての使命を終える[注釈 3]。

### 建学の精神（校訓・理念・学是）
- 至誠[4]

### 教育および研究
- 最終的には社会福祉学科が設置されており、介護職や保育職を養成するところに力をいれていた。当初は、住居学や英語学に関する専門科目もあった。

### 学風および特色
- 共栄学園短期大学では、少人数教育が行われている。
- ヨーロッパでの研修プログラムがある。

## 沿革
- 1933年
  - 岡野弘、さくにより東京都葛飾区にて本田裁縫女塾が設立される。
- 1938年
  - 本田裁縫女学校に改組。
- 1942年
  - 共栄女子商業学校が設立される。
- 1946年
  - 共栄高等女学校に改組される。
- 1950年
  - 12月25日 学校法人共栄学園が設置される[5]。
- 1984年
  - 2月1日 左記を以て文部省[注 2]より短期大学の設置が認可される[6]。[7]
  - 4月1日 共栄学園短期大学が以下の学科体制にて開学[注 3]。
    - 英語学科
      - 英語専攻[注釈 4]
      - 秘書専攻[注釈 4]

    - 生活学科
      - 住居学専攻[注釈 4]
      - 児童学専攻[注釈 4]
      - 社会福祉学専攻[注釈 4]
- 1985年
  - 5月1日 学生数[12]/定員
    - 英語学科 213[注 4]/200
    - 生活学科 293[注 5]/300
- 1986年
  - 5月1日 学生数[13]/定員
    - 英語学科 226[注 6]/200
    - 生活学科 339[注 7]/300
- 1987年
  - 5月1日 学生数[14]/定員
    - 英語学科 269[注 8]/200
    - 生活学科 389[注 9]/300
- 1990年
  - 4月1日 生活学科の社会福祉専攻の入学定員を50→80に増員[注 10]
  - 5月1日 学生数[18]/定員
    - 英語学科 294[注釈 5]/200
    - 生活学科 454[注 11]/330
- 1991年
  - 4月1日 以下、入学定員の増員あり[注 12]。
    - 英語学科
      - 英語専攻 50→80
      - 秘書専攻 50→70

    - 生活学科
      - 住居学専攻  50→70
      - 児童学専攻  50→70

  - 5月1日 学生数[22]/定員
    - 英語学科 325[注釈 6]/250
    - 生活学科 470[注 13]/400
- 1992年
  - 5月1日 学生数[注 14]/定員
    - 英語学科 356[注釈 5]/300
    - 生活学科 501[注 15]/440
- 1993年
  - 5月1日 学生数[25]/定員
    - 英語学科 350[注釈 7]/300
    - 生活学科 504[注釈 6]/440
- 1994年
  - 4月1日 生活学科の各専攻を以下の通り改組される[注 16]
    - 住居学専攻→住居学科
    - 児童学専攻→社会福祉学科児童福祉学専攻
    - 社会福祉学専攻→社会福祉学科社会福祉学専攻

  - 5月1日 学生数[29]/定員
    - 英語学科 350[注釈 8]/300
    - 社会福祉学科 177[注釈 8]/150
    - 住居学科 93[注 17]/70
      - 生活学科 247[注釈 7]/220
- 1995年
  - 5月1日 学生数[30]/定員
    - 英語学科 338[注釈 8]/300
    - 社会福祉学科 363[注釈 9]/300
    - 住居学科 175[注釈 9]/140
      - 生活学科 1[注釈 8]/-
- 1996年
  - 2月16日 以下の学科・専攻については左記をもって正式に廃止とする[31]。
    - 生活学科
- 1999年
  - 5月1日 学生数[32]/定員
    - 英語学科 163[注 18]/300
    - 社会福祉学科 366[注 19]/300
    - 住居学科 152[注 20]/140
- 2000年
  - 4月1日 以下の学科については、この年度で学生募集を最終とする[注 21]。
    - 英語学科
      - 英語専攻
      - 秘書専攻

  - 同 住居学科の入学定員を70→54に減員[注 22]
- 2002年
  - 10月28日 以下の学科・専攻については左記をもって正式に廃止とする[35]。
    - 英語学科
      - 英語専攻
      - 秘書専攻
- 2006年
  - 4月1日 社会福祉学科児童福祉学専攻に幼稚園教諭免許状の課程が設置される。
- 2007年
  - 4月1日 以下の学科については、この年度で学生募集を最終とする[注 23]。
    - 住居学科
- 2009年
  - 4月1日 以下の学科については、この年度で学生募集を最終とする[注 24]。
    - 社会福祉学科社会福祉学専攻
- 2010年
  - 3月31日 以下の学科・専攻については左記をもって正式に廃止とする[38]。
    - 住居学科
- 2010年
  - 4月1日 この年度で短期大学としての学生募集を最終とする[注釈 2]。
- 2012年
  - 10月12日 左記をもって文部科学省より正式に廃止の認可が下りる[注釈 3]。

## 基礎データ

### 所在地
- 埼玉県春日部市内牧4158[注釈 1]

### 当時の交通アクセス
- 北春日部駅からスクールバスが運行されている。
- 春日部駅から路線バス

### 象徴
- カレッジマークは右記資料にあり[4]。

## 教育および研究

### 組織

#### 学科
- 社会福祉学科
  - 社会福祉学専攻 入学定員80名[注 25]
  - 児童福祉学専攻 入学定員50名[注 26]
- 英語学科
  - 英語専攻 入学定員80名[注釈 10]
  - 秘書専攻 入学定員70名[注釈 10]
- 住居学科 入学定員54名[注 27]

#### 専攻科
- なし

#### 別科
- なし

##### 取得資格について
資格
- 介護福祉士：社会福祉学科社会福祉学専攻[4]
- 保育士：社会福祉学科児童福祉学専攻[4]

受験資格
- 二級建築士：かつての住居学科にて設けられていた。

教職課程
- 幼稚園教諭二種免許状：社会福祉学科児童福祉学専攻[4]
- かつては中学校教諭二種免許状が取得できる課程も設けられていた。
  - 英語：英語学科[41]
  - 家庭：住居学科の前身である生活学科児童学専攻にて設置されていた[42]

#### 附属機関
- 共栄学園短期大学図書館

### 研究
- 『共栄学園短期大学研究紀要』[43]
- 『共栄児童福祉研究』[44]
- 『総合人間科学研究』[45]

## 学生生活

### 部活動・クラブ活動・サークル活動
- 共栄学園短期大学のクラブ活動：短大独自のものとしては以下の組織がある。以下のほか共栄大学のクラブにも所属ができる。
  - 体育系：バドミントンほか
  - 文化系：美術・手話・ボランティア

### 学園祭
- 共栄学園短期大学の学園祭は「樹麗祭」と呼ばれた。2008年は11月2日と3日に行われた。オードリー・ななめ45°・我が家によるお笑いライブや、ET-KINGによるアーティストライブが行われた。

## 大学関係者と組織

### 大学関係者一覧
- 福田陸太郎：元学長
- 北川麻美：学生。早稲田大学卒業後水泳を続けるため2010年入学。ちなみに出身高校は系列の春日部共栄高等学校

## 施設

### キャンパス
- 短大本館
- 野外ステージ
- 体育館
- 岡野記念会館：学園創立50周年を記念して、創設者である岡野弘・さく夫妻の功績を讃えて設置された。学生食堂やコンビニエンスストアが館内にある。
- 社会福祉実習棟
- グラウンド
- テニスコート
- クラブ室
- 野球場
- 学生用駐車場：350台が収容できる。

### 寮
- 共栄学園短期大学には「春日部宿舎」と呼ばれる男子学生寮があった。

## 対外関係

### 系列校
- 共栄大学
- 共栄学園中学校・高等学校
- 春日部共栄中学校・高等学校

## 卒業後の進路について

### 編入学・進学実績
- 併設の共栄大学ほか、杏林大学･埼玉県立大学・淑徳大学・聖学院大学・川村学園女子大学・大正大学・東京電機大学・東京理科大学・東洋大学・日本社会事業大学・武蔵野美術大学・田園調布学園大学・日本福祉大学・梅花女子大学などがある。

## 附属学校
- 共栄学園短期大学附属共栄幼稚園